# Festival Internacional de Cinema d'Osca
El Festival Internacional de Cinema d'Osca és un certamen cinematogràfic que se celebra anualment a la ciutat aragonesa d'Osca. Va ser creat per la Penya Recreativa Zoiti a l'abril de 1973 amb el nom de Certamen Internacional de Films Curts Ciutat d'Osca. En 1989 va canviar la seva denominació a Festival de Cinema d'Osca. En 2006 va afegir de nou la paraula «Internacional» al seu nom. S'ha convertit en un referent en el format de curtmetratge i els seus principals premis donen pas a la selecció per als Oscar de l'Acadèmia dels Estats Units.

## Història

### La Penya
L'abril del 1973 la Penya Recreativa Zoiti, dins de les activitats del seu cineclub, va organitzar la primera edició del Certamen Internacional de Films Curts «Ciutat d'Osca». La iniciativa de José María Escriche i Ángel Santos Garcés va rebre el suport de l'Ajuntament d'Osca i es va repetir en anys successius. En la seva tercera edició es va crear la secció «Cinema per a nens» i en la quarta es va crear el Premi de la Crítica Especialitzada.

### L'Associació Cultural
En la sisena edició, de 1978, es va produir un important canvi. Va néixer l'Associació Cultural Certamen Internacional de Films Curts Ciutat d'Osca, entitat amb personalitat jurídica pròpia que va passar a ocupar-se de l'organització de l'esdeveniment substituint en aquesta labor a la Penya Zoiti. A més, el Certamen es va convertir en competitiu, encarregant-se de concedir els premis un jurat compost per cinc persones vinculades al món del cinema. A l'any següent es van reorganitzar els premis, que van passar a denominar-se «Danzante», en les seves categories d'or, plata i bronze. A més de la secció competitiva es van celebrar a partir de llavors homenatges i seccions retrospectives i informatives.

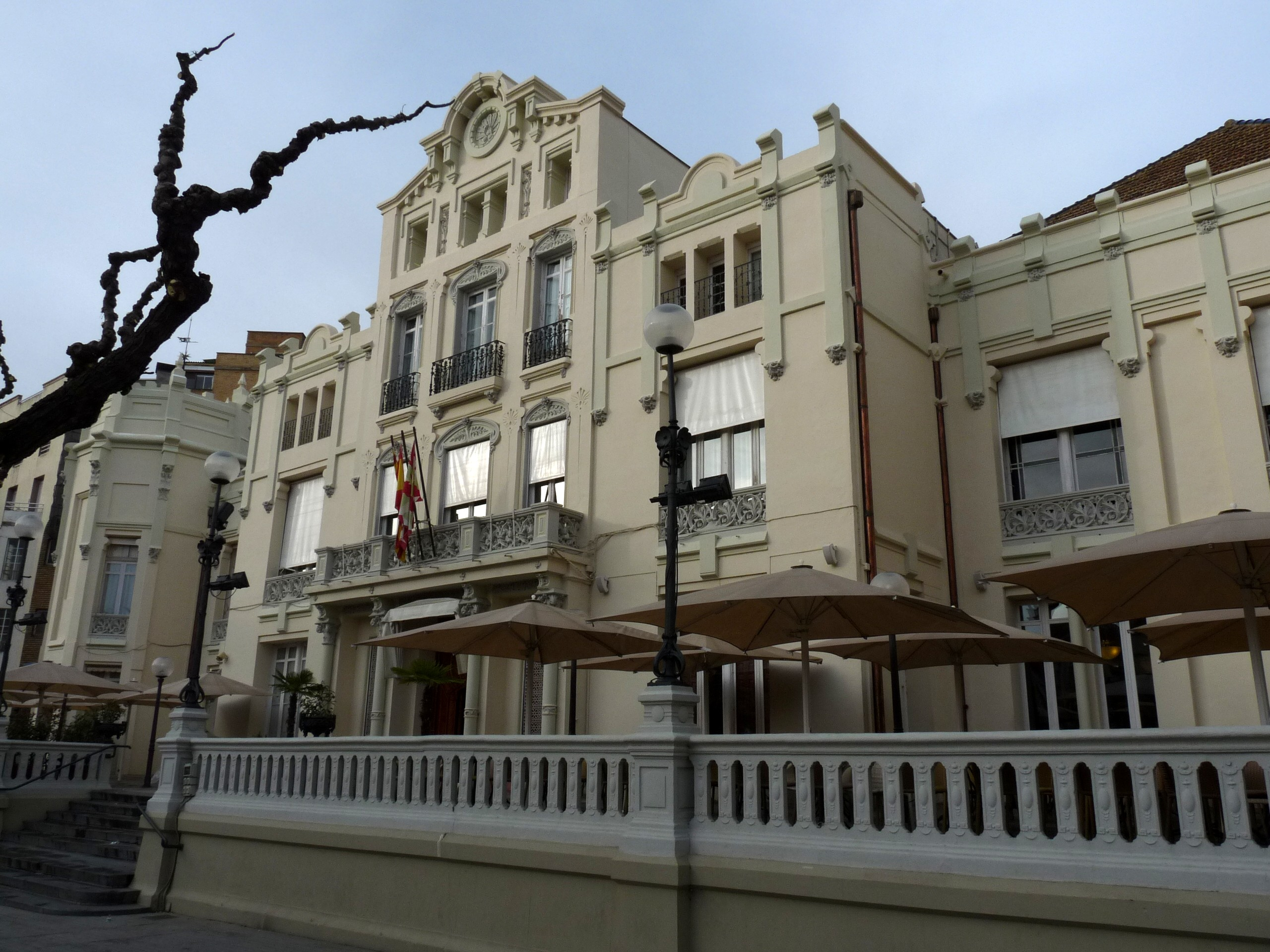
El casino és la seu del Festival.

En 1988 el Certamen va estendre la seva activitat amb la creació de «Huesca de cine», que organitzava cicles temàtics setmanals fora de l'àmbit temporal del concurs de curtmetratges. El primer cicle, celebrat al febrer d'aquest any, va estar dedicat a Conquilles d'Or del Festival de Sant Sebastià. Aquesta secció va romandre fins a 1994. En 1989 el certamen va canviar la seva denominació a Festival de Cinema d'Osca.
En 1995 el Festival d'Osca —juntament amb la Seminci i altres vuit festivals europeus— va crear la Coordinadora Europea de Festivals de Cinema, que arribaria a créixer fins a tenir dos-cents cinquanta membres de vint-i-cinc Estats de la Unió Europea; a l'any següent, coincidint amb el Festival, es va celebrar a Osca l'assemblea d'aquesta organització i en 1998 es va crear el programa «Europa en Curts». La Coordinadora i el programa van existir fins a 2005. L'edició d'aquest any 1995 va ser elogiada per la revista Dirigido a causa de l'equilibri aconseguit entre l'objectiu del Festival —el curtmetratge— i les seccions paral·leles tendents a atreure al públic. La celebració simultània de la XXV Conferència Internacional del Curtmetratge va suposar que Osca es convertís durant uns dies en seu de la discussió sobre els problemes d'aquest format cinematogràfic. D'altra banda, la Mostra de Cinema Europeu va oferir llargmetratges de gran interès, entre els quals va destacar l'èxit de públic de Justino, un asesino de la tercera edad, convertit en autèntic fenomen social.
Una mica menys favorable va ser l'opinió de la mateixa revista cinematogràfica en 1996. La retallada de deu milions de pessetes en el pressupost es va acusar, va haver-hi fallades tècniques en algunes projeccions i el jurat va lamentar la selecció de determinats curts que no estaven a l'altura d'un festival internacional. No obstant això, el mateix jurat va valorar l'alta qualitat d'altres pel·lícules a concurs, i la falta de pressupost en seccions paral·leles va servir per a realçar els certàmens de curtmetratges.
En 1998 va tenir lloc un canvi transcendental: davant l'auge que havia experimentat la inscripció en el certamen de curtmetratges espanyols i hispanoamericans, es va crear el Certamen Iberoamericà de Curtmetratges, separat del Certamen Internacional.
Un dels elogis rebuts pel Festival és que no es limita a l'àmbit del curtmetratge i realitza interessants cicles que donen a conèixer cinematografies poc conegudes a Espanya. Per exemple, en la seva edició de 2003 va organitzar un cicle sobre Jules Verne al cinema que va incloure la projecció de dos curts de Segundo de Chomón i una versió muda de Vint mil llegües de viatge submarí realitzada per Stuart Paton, un altre cicle relatiu a l'obra de Jorge Cedrón i un tercer sobre Jerzy Kawalerowicz.
En 2004 es van suprimir els premis Danzante de Plata i Danzante de Bronze en cada categoria. Al mateix temps, la Acadèmia d'Arts i Ciències Cinematogràfiques de Califòrnia va decidir que els curtmetratges receptors del premi Danzante fossin classificats per la selecció de candidats a l'Oscar corresponent.

### La Fundació
D'aquesta manera es va arribar al juny de 2005 a l'edició 33 del Festival, en la qual la nova Fundació Festival de Cinema d'Osca va substituir com a organitzadora a l'antiga Associació. En aquesta ocasió es va comptar amb un pressupost de sis-cents mil euros i es van exhibir 264 films de cinquanta països diferents. En 2006 es va crear un Concurs Europeu de Documentals per a potenciar aquest gènere. El nou certamen va tenir el seu propi premi Danzante.
El març de 2008 va morir prematurament José María Escriche, fundador i aunténtica ànima del Festival. Va deixar un esdeveniment amb major prestigi a Amèrica Llatina i la resta d'Europa que en la mateixa Espanya. En 2009 això es va pal·liar lleugerament quan l'Acadèmia de les Arts i les Ciències Cinematogràfiques d'Espanya va decidir que els guanyadors dels Danzante de nacionalitat espanyola fossin preseleccionats per als Premis Goya. En 2011 es va celebrar la 39 edició del Festival amb cent nou films de quaranta-un països diferents i amb un pressupost de 544.000 euros malgrat la crisi econòmica.
En 2017 es va celebrar la 45a edició del Festival. El pressupost va ascendir a uns dos-cents mil euros, es van seleccionar per als diferents certàmens vuitanta dels 1.658 curtmetratges presentats, més de 7.800 espectadors van assistir a les projeccions —3.000 d'ells a les quinze sessions de curts— i va haver-hi més de vuitanta periodistes acreditats.
En 2018 es va anunciar que també el film guanyador del Danzante en la secció de documentals seria automàticament preseleccionat per a la disputa de l'Oscar al millor curtmetratge documental. A la 46a edició, celebrada aquest any, es van presentar 2.040 curtmetratges de vuitanta-set països, dels quals van ser seleccionats a concurs setanta-vuit curts procedents de trenta països diferents, a més d'altres trenta anés de concurs. Van continuar programant-se les seccions «Nens al Festival» i «Majors al Festival», dirigides als col·lectius d'edat més extrema; i «Gastrocine», que relaciona cinematografia i gastronomia. Diverses retrospectives i exposicions van complementar l'esdeveniment.

## Seccions competitives i els seus premis
El Festival incloïa en 2018 tres certàmens competitius, si bé aquesta situació ha canviat amb el temps, augmentant o disminuint el nombre de concursos al llarg de les edicions. També els premis concedits han anat canviant amb el transcurs del temps.

### Concurs Iberoamericà

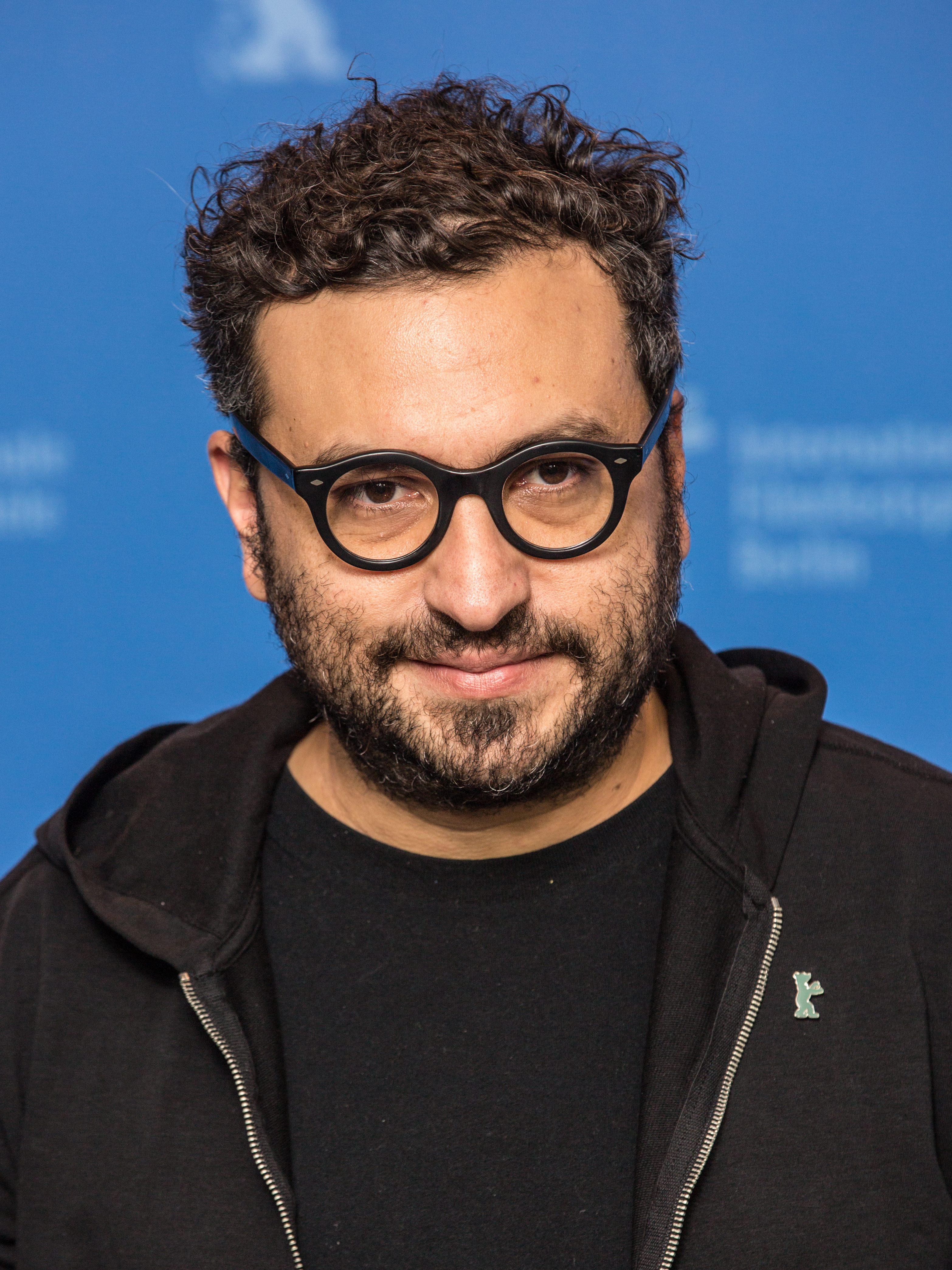
Alonso Ruizpalacios va guanyar el Danzante el 2008 amb Café Paraíso.

El Concurs Iberoamericà de Curtmetratges va ser creat en 1998 a la vista de l'auge que cobraven els curts procedents de països hispans. Es va separar del Concurs Internacional i tenen cabuda en ell els curtmetratges de ficció de fins a trenta minuts de durada procedents d'Amèrica Llatina, Espanya i Portugal. Les bases permeten que els films premiats i aquells que decideixi l'organització participin després en el Concurs Internacional. El Concurs ha aconseguit gran prestigi a Amèrica Llatina.
El premi principal és el Danzante —o Danzante Iberoamericà— que fins a 2003 es va denominar Danzante d'Or. El trofeu consisteix en una estatueta dissenyada pels germans Carlos i Javier Aquilué, una dotació econòmica, la preselecció per a participar en l'elecció dels nominats al corresponent Óscar i —en cas de ser de nacionalitat espanyola— la preselecció per a participar en el corresponent Premio Goya.
El Premi «Cacho Pallero» és el segon en importància del Concurs. En realitat és més antic que aquest, ja que va néixer en 1993 patrocinat per l'Agència Espanyola de Cooperació Internacional. A l'any següent va rebre la seva actual denominació, que homenatja el director argentí Edgardo Cacho Pallero, col·laborador del Festival i mort en 1992. El premi consisteix en un diploma acreditatiu i una dotació econòmica inferior a la del Danzante.
El Premi «Alberto Sánchez» és atorgat pel jurat de la joventut a la millor opera prima, entenent per tal el primer o segon film d'un realitzador. Porta el nom d'un col·laborador del Festival mort en 2010. L'antecedent del guardó està en l'antic Premi Genet Ibèric creat en 1979 per l'Instituto de Estudios Altoaragoneses per a recompensar a la millor pel·lícula de parla hispana. Consisteix en un diploma i una dotació econòmica.
El Premi al Millor Guió és concedit des de 2017 per l'Associació de Llibreries de la Província d'Osca i la Fundació Anselmo Vaig piular Sopena. Reconeix al millor guió la llengua del qual sigui el espanyol i consisteix en un diploma i una dotació econòmica.
Fins a 2003 van existir els premis Danzante de Plata i Danzante de Bronze, però van ser suprimits en l'edició de 2004.

### Concurs Internacional

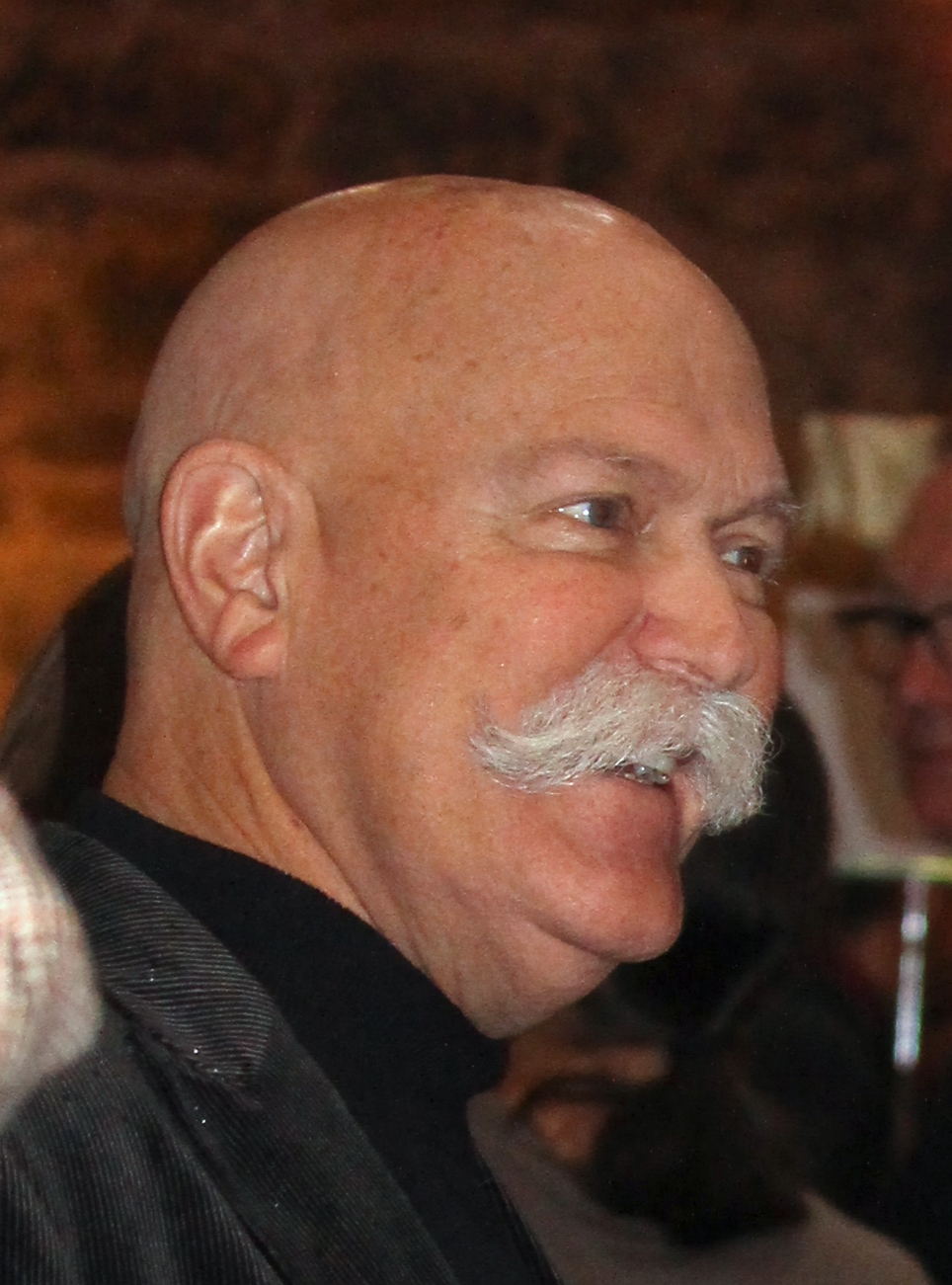
Will Vinton va guanyar el Danzante d'Or el 1981 amb El pequeño príncipe.

El Concurs Internacional de Curtmetratges existeix des del mateix origen del Festival i és la seva mateixa essència. A partir de 1998 es va veure obligat a compartir la seva importància amb el Concurs Iberoamericà, però conserva certa primacia a causa de la possibilitat que els films guardonats en aquest últim participin també en l'Internacional. Poden participar films de fins a trenta minuts de durada procedents de tots els països no inclosos en el Concurs Iberoamericà.
El principal premi és el Danzante —o Danzante Internacional per a diferenciar-lo dels dels altres concursos— que fins a 2003 es va denominar Danzante d'Or. Consisteix en el trofeu dissenyat pels germans Aquilué, la mateixa dotació econòmica que el Danzante Iberoamericà i la preselecció per a l'Oscar.
El Premi Jinete Ibérico distingeix al millor curtmetratge de animació. El seu origen està en el que va crear l'Instituto de Estudios Altoaragoneses (IEA) en 1979 per a recompensar a la millor pel·lícula de parla hispana i que més tard va passar a premiar la millor opera prima espanyola. Des de la 44a edició es dedica a reconèixer el cinema d'animació i continua sent concedit pel IEA. i consisteix en un trofeu i una dotació econòmica.
El Premi «Anselmo Pié» és decidit pel jurat de la joventut i s'atorga a la millor opera prima, entenent per tal el primer o segon film d'un realitzador. És concedit per la Fundació Anselmo Pié Sopena i consisteix en un trofeu i una dotació econòmica.
La Menció «Francisco García de Paso» distingeix al curt que millor ressalti la defensa dels valors humans. La seva denominació homenatja l'antic cap de premsa i comunicacions del Festival, mort en 1994. A l'any següent es va crear aquest guardó, que consta d'un trofeu dissenyat per l'escultor Javier Sauras i no comporta dotació econòmica.

### Concurs Documental
En 2006, a la vista de la importància que estava cobrant el cinema documental, el Festival va decidir crear un Concurs Europeu de Documentals. En 2010 aquest certamen va ser desdoblegat en dos a semblança dels curtmetratges de ficció: un Concurs del Curtmetratge Documental Iberoamericà i un altre Concurs del Curtmetratge Documental Internacional. Aquesta dualitat es va mantenir fins a 2013, en què tots dos van ser refosos en un únic Concurs de Curtmetratge Documental. A ell poden optar pel·lícules de fins a quaranta minuts de durada. No poden participar pel·lícules turístiques o publicitàries.
El principal premi és el Danzante, que comporta el trofeu dissenyat pels germans Aquilué, la mateixa dotació econòmica que els seus homònims dels concursos de curts de ficció, la preselecció per al Oscar al millor curtmetratge documental i la preselecció per al Goya al millor curtmetratge documental en cas de ser una producció espanyola.
El Premi «José Manuel Porquet» es concedeix al millor curtmetratge iberoamericà. En cas que el Danzante sigui guanyat per un film iberoamericà, es concedeix al segon millor. La seva denominació és un homenatge al periodista i historiador d'Osca. Consta d'un diploma i una dotació econòmica inferior a la del Dansaire.

### Premi del Públic
El Premi del Públic és concedit mitjançant votació popular i hi opten tots els curtmetratges seleccionats per a la seva exhibició en el Festival. El premi és l'adquisició —sempre que estiguin conformes els autors— per part del canal públic Aragón TV dels drets d'emissió per un preu predeterminat. També inclou la promoció del film.

## Festival Internacional de Cinema Jove
En la 46a edició celebrada al juny de 2018 es va incorporar a l'esdeveniment el Festival Internacional de Cinema Jove d'Osca, un concurs destinat a exhibir curts realitzats per estudiants de primària i secundària d'entre sis i divuit anys. Els films han hagut de ser seleccionats per festivals membres de Youth Cinema Network, una associació internacional dedicada al foment del cinema i els valors humans. La Fundació «Manuel Giménez Abad», amb la col·laboració de la Conselleria d'Educació, Cultura i Esport del Govern d'Aragó, concedeix dos premis: l'Osca International Youth Film Prize al millor Curt Internacional en Valors Educatius i Ciutadans és atorgat per un jurat integrat per alumnes de la Facultat de Ciències Humanes i de l'Educació d'Osca; l'Huesca International Youth Film of the Public és atorgat per un jurat compost per estudiants d'educació primària i secundària de Osca.

## Premis honorífics

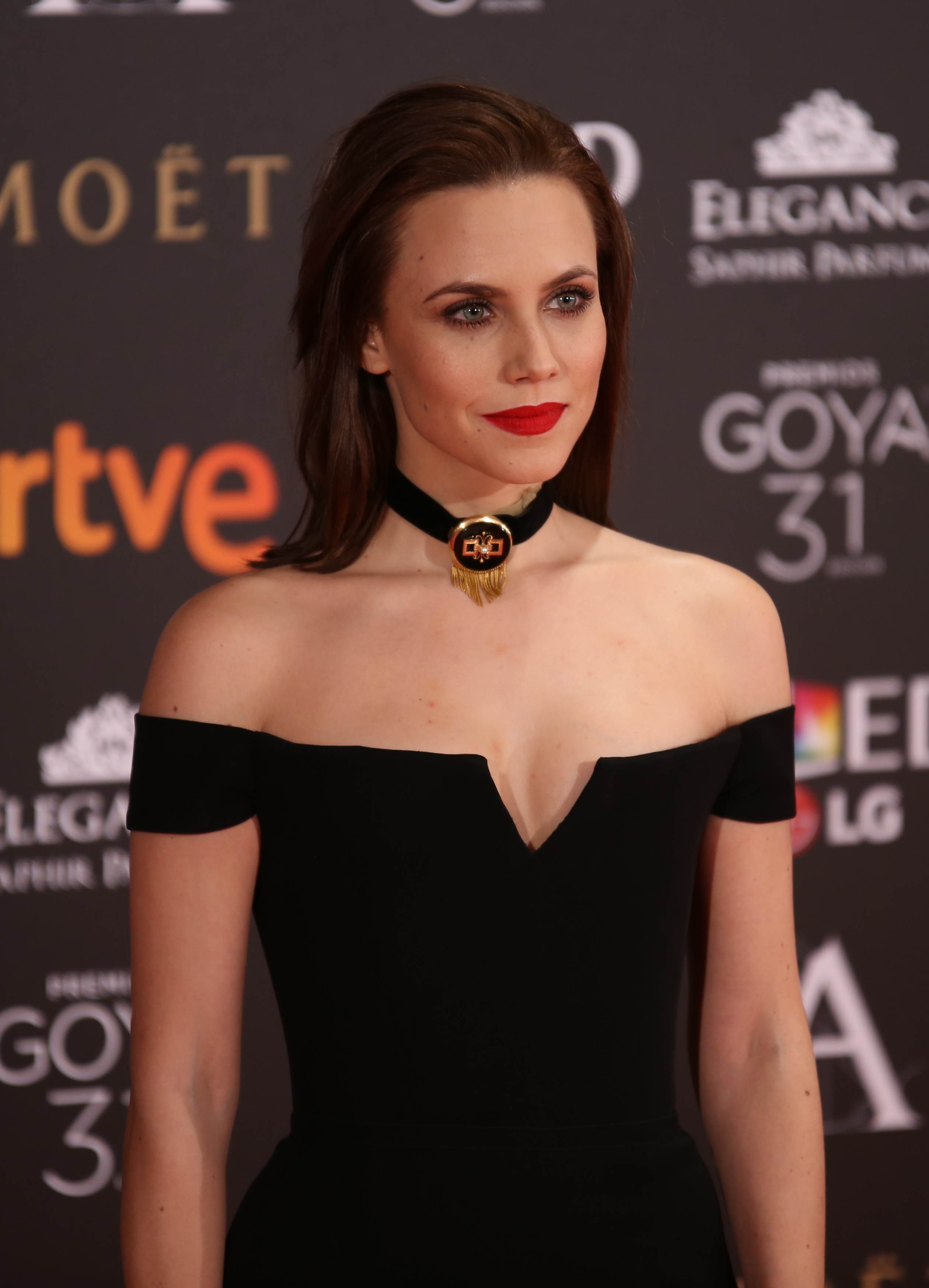
L'actriu Aura Garrido, guanyadora del Premi Ciutat d'Osca.

Des de 1991, el Festival concedeix el Premio Ciutat d'Osca. Inicialment estava destinat a reconèixer la trajectòria de cineastes consagrats. D'aquesta forma, el primer a rebre’l va ser el director d'Osca Carlos Saura; el 1995, Arturo Ripstein va ser el primer no espanyol que va rebre el guardó; l'actor Juanjo Puigcorbé —en 2001— va ser el primer premiat que no era director; el serbi Zelimir Kilnik va ser el primer cineasta no hispà que va rebre aquest reconeixement. En anys posteriors el premi va canviar la seva orientació inicial i va ser destinat a reconèixer el talent d'artistes joves als qui s'augurava gran projecció, com Paula Ortiz Álvarez o Aura Garrido. Al novembre de 2018 el Festival va decidir que a partir de la 47a edició el guardó es denominaria «Premi Ciutat d'Osca Carlos Saura», en homenatge al veterà director de la localitat.
El Premi Luis Buñuel és concedit des de 1998 i porta el nom del director aragonès més famós. Premia tota una trajectòria en el món de la cinematografia i des d'un principi ha estat concedit a personalitats de qualsevol país. Entre els guardonats figuren José Luis Borau, Silvia Pinal, els germans Taviani i Stephen Frears.
El 2009 es va crear el Premi Pepe Escriche, el nom del qual ret homenatge a un dels principals impulsors del Festival fins a la seva defunció. L'objectiu del guardó és reconèixer la labor d'entesa entre diferents cultures a través del cinema realitzada per persones o entitats. La primera a rebre-ho va ser l'Escola Internacional de Cinema i Televisió de San Antonio de los Baños. Altres premiats han estat el Festival Internacional de Cinema de Morelia, la Filmoteca Espanyola i l'Acadèmia de les Arts i les Ciències Cinematogràfiques d'Espanya.
El Festival va atorgar altres premis ja desapareguts. Entre 1989 i 1998 va concedir el Premi Una Vida de Cine. Entre altres, el van guanyar Fernando Rey, Julio Alejandro, Andrzej Wajda i Francisco Rabal. També va desaparèixer el Premi Ciutat d'Osca del Curtmetratge —concedit entre 2002 i 2008— entre els guanyadors del qual es troben Antonia San Juan i Mariví Bilbao.

## Altres activitats
A més de les seccions esmentades, el Festival ha realitzat al llarg de la seva història moltes altres activitats:
- «Niños al Festival», activitat en la qual els nens són portats al cinema i es realitzen activitats formatives relacionades amb una pel·lícula.
- «Mayores al Festival», programa en el qual el cinema és acostat a les persones majors amb pel·lícules seleccionades especialment per a elles.
- Homenatges, preferentment a curtmetratgistes, com Charles Chaplin, Alain Resnais, Carl Theodor Dreyer, Zbigniew Rybczyński i uns altres. També a uns altres festivals i a filmoteca.

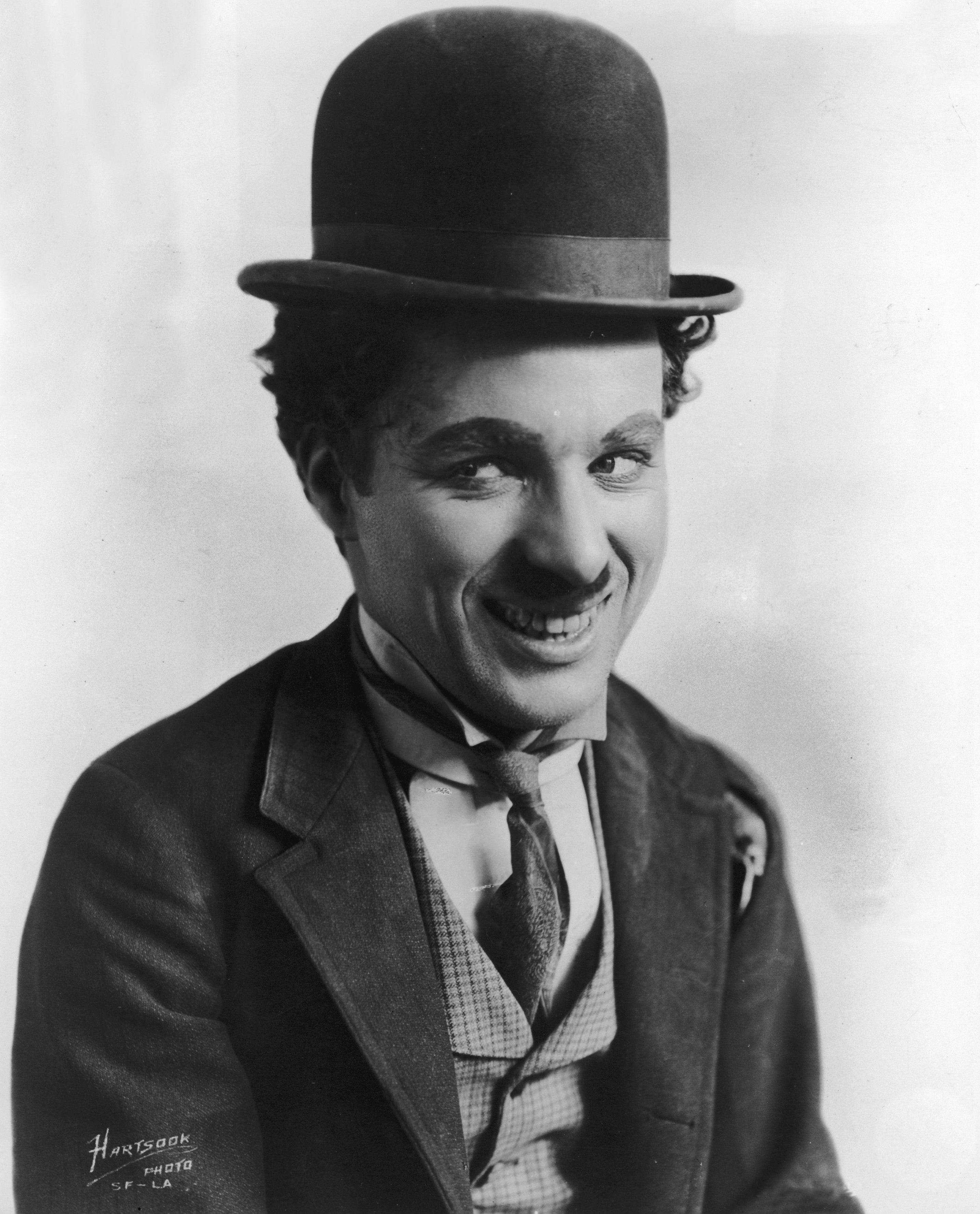
El Festival va retre homenatge al gran cortometrajista Charles Chaplin.

- Retrospectives, moltes d'elles dedicades al format de curtmetratge: Walt Disney, NO-DO, Buñuel, Nouvelle vague, Segundo de Chomón i molts altres.
- Possibilitat de visionar les pel·lícules seleccionades a través de Internet amb «Huesca en casa».
- El programa «Gastrocine» relaciona gastronomia i cinematografia.
- Exposicions, fonamentalment sobre cartells de cinema.
- Edició de llibres sobre cinematografia.
- Organització de les Trobades de Curtmetratgistes Iberoamericans.
- En 2008 es va organitzar la secció «Motion Graphics Review», sobre gràfics generats per ordinador.
- Organització durant diversos anys del Concurs Internacional de Relats de Cinema.
- Projecció de llargmetratges clàssics en les seccions «Panorama» i «Ventana Clásica».
- Organització de tallers de cinema.
- Durant diversos anys es va desenvolupar la secció de llargmetratges denominada «Mostra de Cinema de les Comunitats Europees».
- Organització de cicles de cinema fora de l'àmbit temporal del Festival, com «Huesca de cine».
- I moltes altres.

## Distincions rebudes
En 1987 el Certamen va ser guardonat amb la Medalla del Parlament Europeu per la seva contribució a la integració europea a través del cinema.
En 1988 va rebre el Corbatí de Plata —secció de Cultura— en la Gala dels Altoaragoneses de l'Any organitzada per Diario del Alto Aragón.
El juliol de 2002 va rebre el Premi especial de cinema dels XI Premis Turia.

## Rellevància
Després de diverses dècades d'existència, el Festival es troba totalment consolidat com un dels més importants d'Espanya en el seu gènere. A més, gaudeix de gran prestigi internacional, sobretot en Amèrica Llatina. A vegades viu una tensió interna entre el desig d'atreure públic a les sales projectant llargmetratges i el de centrar-se en el seu objectiu primordial, que són els curtmetratges.